# Воровченко, Григорий Данилович
Григорий Данилович Воровченко (1911, Армавир, Кубанская область — 22 ноября 1943, Онуфриевский район, Кировоградская область) — участник Великой Отечественной войны, помощник командира взвода 307-го гвардейского стрелкового полка 110-й гвардейской стрелковой дивизии 37-й армии Степного фронта, гвардии старший сержант. Герой Советского Союза.

## Биография
Родился в 1911 году в пос. Армавир, ныне Краснодарского края, в семье рабочего. Русский. По окончании 4 классов работал слесарем паравозоремонтного предприятия.
В Красной Армии с 1941 года, в действующей армии — с июля 1941 года.
Помощник командира взвода роты противотанковых ружей 307-го гвардейского стрелкового полка гвардии старший сержант Григорий Воровченко отличился в боях на плацдарме в районе с. Куцеволовка (Онуфриевский район Кировоградской области). 7 октября 1943 года в бою зы высоту 158,4 отлично руководил действиями своего расчёта. В ходе сражения его бойцы уничтожили 2 средних танка, 1 тяжёлый танк «Тигр» и 2 бронеавтомобиля противника. Лично записал на свой счёт 1 танк и 1 бронемашину. Захватив немецкий пулемёт МГ-34, метким огнём уничтожил до взвода вражеской пехоты. В этом бою считался погибшим и был представлен к награждению орденом Ленина посмертно (награждён орденом Красного Знамени). Однако гвардии вновь отличился 12 октября в бою за высоту 177,0. Отражая многочисленные контратаки врага, он метким огнём из ПТР подбил ещё два немецких танка. За отличие в боях 7 и 12 октября был представлен к званию Героя Советского Союза, и вновь ошибочно посмертно.
Погиб в бою 22 ноября 1943 год у села Байдаково Онуфриевского района. Первоначально был похоронен на месте последнего боя. Позднее был перезахоронен в селе Омельник.
Указом Президиума Верховного Совета СССР «О присвоении звания Героя Советского Союза офицерскому, сержантскому и рядовому составу Красной Армии» от 22 февраля 1944 года за «образцовое выполнение боевых заданий командования при форсировании реки Днепр, развитие боевых успехов на правом берегу реки и проявленные при этом отвагу и геройство» удостоен посмертно звания Героя Советского Союза.

## Награды
- Награждён орденами Ленина и Красного Знамени, а также медалями.

## Память
- Имя Героя носят улица и локомотивное депо г. Прохладный Кабардино-Балкарии, где ему установлен бюст.